# Hôtel Amelot de Bisseuil
El hotel Amelot de Bisseuil, conocido como hotel de los Embajadores de Holanda, es un hôtel particulier construido en el siglo XVII en el barrio histórico de Marais, en el 4 distrito de París en la rue Vieille-du-Templ y rue des Guillemites.
Existen varias teorías sobre el origen del nombre “de los Embajadores de Holanda”. Una de ellas dice que sirvió de residencia al embajador de Holanda y otra dice que cuando se revocó el Edicto de Nantes, el capellán de la embajada holandesa, Marcus Guitton, habría asegurado el culto reformado en la capilla del ya desaparecido hotel ya que las capillas de las embajadas "protestantes" eran los únicos lugares donde se toleraba su culto.
Está catalogado como monumento histórico desde el 21 de mayo de 1924.

## Historia
Anteriormente se encontraba el Hôtel de Rieux, llamado así por Jean II de Rieux, que luchó junto a du Guesclin . Su hijo, Pierre de Rieux, que ayudó a Juana de Arco en el sitio de Orleans, vivió entonces allí, Luis I de Orleans, hermano menor del rey Carlos VI, fue asesinado cerca del hotel en 1407 por partidarios del duque de Borgoña, Jean sans Peur. Su cuerpo fue llevado al Hotel de Rieux por su escudero.
La residencia era entonces la de François de Hardy, marido de Henriette de Coulanges, tía de la marquesa de Sévigné. En 1638, lo vendió a Denis Amelot de Chaillou, quien emprendió una reconstrucción total. Probablemente es del Hotel de Rieux que el Hotel Amelot de Chaillou debe esta particularidad de tener dos patios. La entrada al Hôtel de Rieux daba a la rue des Guillemites.
Fue el hijo de Denis Amelot de Chaillou, Jean-Baptiste Amelot, vizconde de Bisseuil, maestro de las solicitudes, quien se hizo cargo del sitio después de la muerte de Denis. En el prefacio de las láminas que grabó sobre este hotel, el arquitecto Pierre Cottard escribió que el vizconde " comenzó a reparar esta casa en y fue terminado al mismo tiempo 1660 ". Jean-Baptiste murió en 1689 y el hotel pasó a la de sus hijas que estaba casada con Jean-Baptiste du Deffand, cuyo hijo se casó con la que a partir de entonces se convirtió en Madame du Deffand . En 1711, Claude Miotte, secretario del rey Luis XIV, compró el hotel.Hôtel Amelot de BisseuilHôtel Amelot de Bisseuil
El hotel de Pierre Cottard se ha conservado bastante bien a pesar de las transformaciones realizadas por el arquitecto Louis Le Tellier en 1759. Este último eliminó la gran escalera.
En 2010, el hotel fue comprado por 38 millones de euros por la empresa inmobiliaria Acanthe Développement (incluidas quince plazas de aparcamiento en el primer y segundo sótano de un edificio contiguo). Entre 2014 y 2016 se acometieron importantes obras de reforma y restauración (fachadas exteriores, decoración interior, carpintería, pinturas y dorados) por algo más de 2 millones de euros.Hôtel Amelot de BisseuilHôtel Amelot de Bisseuil
Luego se vendió por 69 millones de euros a un inversor belga que quiere crear allí un hotel de lujo. Tras las obras iniciadas en 2017, el hotel debería abrir sus puertas en 2022 y consistirá exclusivamente en nueve suites.

## Arquitectura

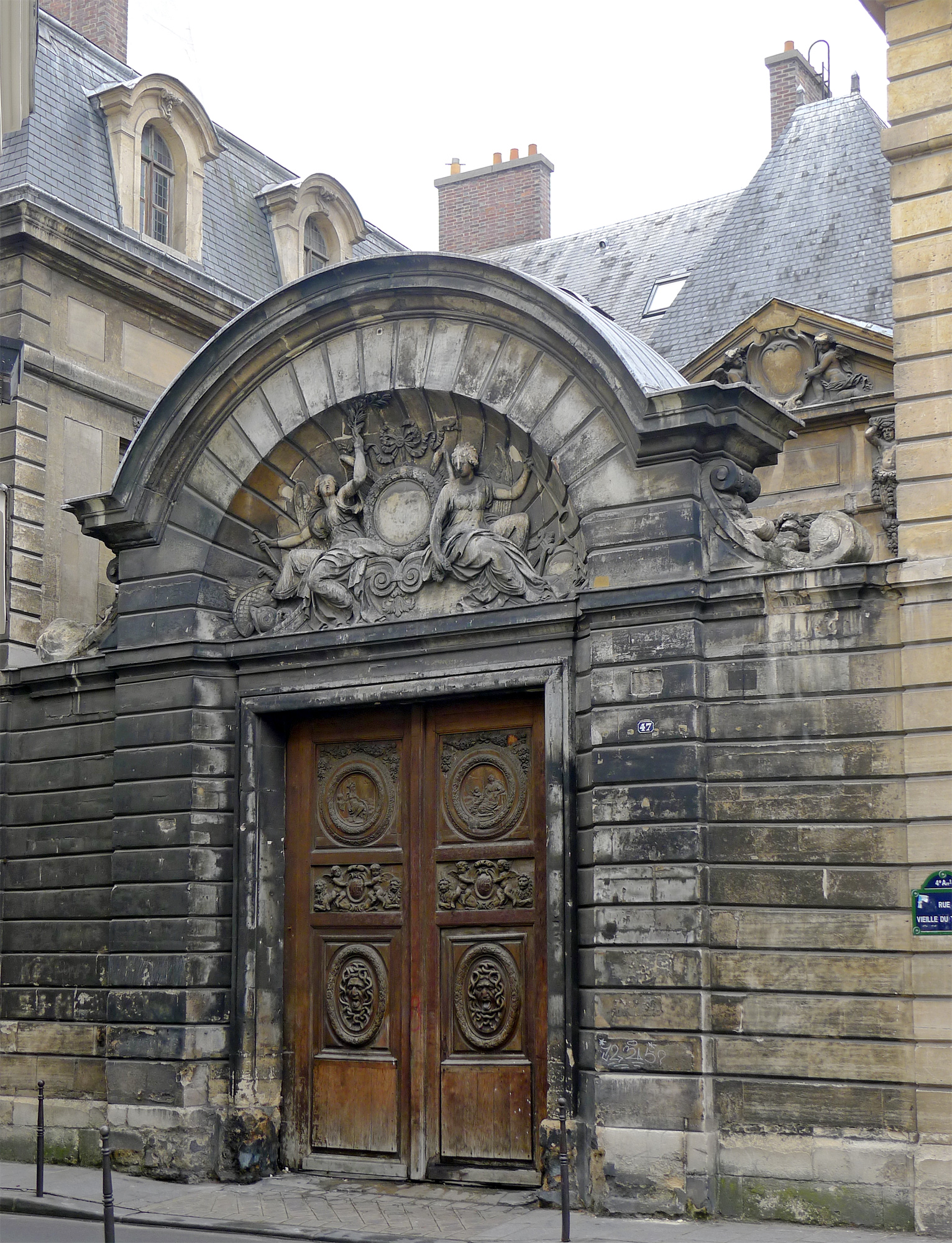
El hotel visto desde la rue Vieille-du-Temple.

Es obra del arquitecto Pierre Cottard, arquitecto de Luis XIV, a quien Denis Amelot encargó la obra.

### Exterior
Debido a la poca profundidad de la parcela, tiene dos patios y no la organización clásica « entre patio y jardín » . El primero es un patio principal estrecho con un balcón con balaustres de piedra y da a la entrada principal a través de la rue Vieille-du-Temple. En lo alto de las sobrias fachadas, figuras de niños enfundados sostienen la cornisa. Entre las ventanas se colocan cuatro paneles que presentan relojes de sol debido al Padre Truchet . El segundo patio, más grande que el primero, conectado a él por un pasaje abovedado, ofrece una fachada perforada por cuatro nichos decorados con estatuas y da a la rue des Guillemites. Las estatuas representan las virtudes (fuerza, verdad, prudencia, justicia, vigilancia, sabiduría), así como el amanecer y el atardecer. Una terraza, en el 1 piso, da al segundo patio.

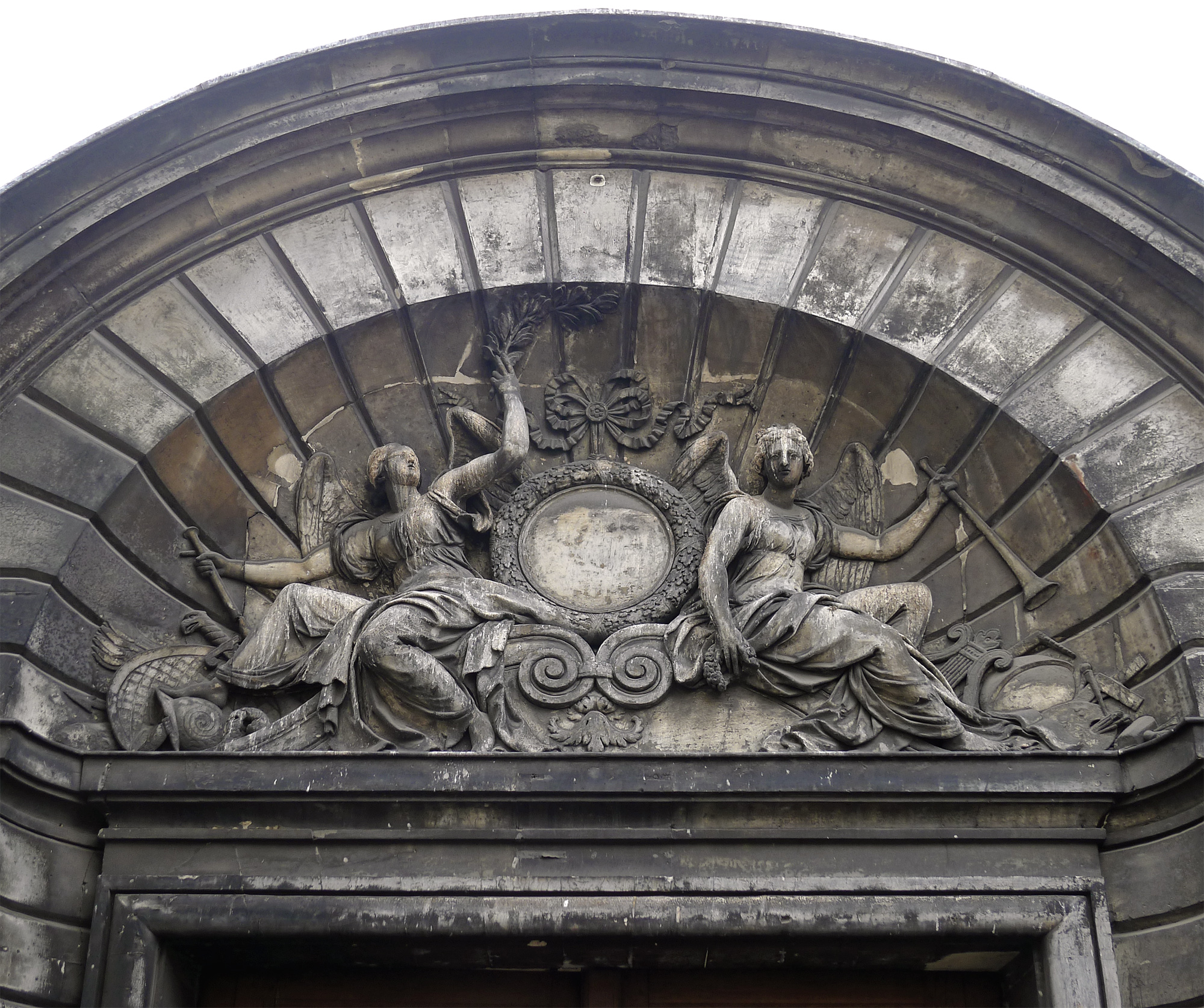
Bajorrelieve de Thomas Regnaudin.

La fachada que da a la rue Vieille-du-Temple ofrece un arco de medio punto que rodea un bajorrelieve que representa dos famas, dos deidades aladas, esculpidas por Thomas Regnaudin (1660; también le debemos la Galerie d'Apollon, en el Louvre) . No son ángeles sino « avatar de«diosas con cien ojos y cien bocas ", armado con « trompetas divinas , las famosas « de la fama. La puerta principal también está decorada con cabezas de Medusa, mujeres jóvenes con cabello de serpiente. En el lado del patio, el frontón también está decorado: en la escultura están los fundadores de Roma, Rómulo y Remo, acompañados por su lobo criador.

La fachada que da a la rue des Guillemites fue renovada entre 1997 y 2000 bajo la supervisión de Jean-François Lagneau, arquitecto jefe de Monumentos Históricos.
El edificio histórico representa una superficie de 1718 m², flanqueado por un edificio más moderno de 794 m², y 270 m² de sótanos. Está catalogado como monumento histórico desde 1924. El interior conserva estancias excepcionales con carpintería, pinturas y techos. Algunas de las decoraciones interiores están catalogadas como Monumentos Históricos. La Galería de Psique toma su nombre de las representaciones artísticas del personaje mitológico. El techo, pintado por Michel Corneille el Viejo, presenta La Apoteosis de Psique en el centro y Mercurio y Psique y Psique Abducida por los Céfiros en los extremos. El trumeau de la chimenea representa el Aseo de la Psique. El techo del Salon de Flore fue decorado por Joseph-Marie Vien en el siglo XVIII. El dormitorio italiano fue reconstruido a finales del XX XX . a partir de placas grabadas según los dibujos de Cottard. Los únicos originales en esta sala son la chimenea y el techo pintado por Louis de Boullogne, quien representó allí Las bodas de Hércules y Hebe.
La Bruyère no dudó en burlarse del hotel en sus Personajes : “ un burgués ama los edificios, hace construir un hotel tan hermoso, tan rico y tan ornamentado, que es inhabitable; el amo, avergonzado de vivir allí, incapaz de alquilarlo… se retira a un desván donde acaba con su vida. » .

## Residentes famosos
Fue en la capilla del hotel donde Mademoiselle Necker, futura Madame de Staël fue bautizada en 1766.
El 9 de octubre de 1776 , por 6600 libras  al año, Beaumarchais alquila todo. Allí fundó Roderiguez, Hortalez et Cie, una naviera ficticia subvencionada por los gobiernos francés y español, para abastecer de armas y otros artículos de primera necesidad a los colonos estadounidenses que se rebelaban contra el gobierno inglés. Beaumarchais luego vivió allí con Marie-Thérèse Willer-Mawlaz con quien se casó por tercera vez, legitimando así el nacimiento de su hija Eugénie. Escribió Le Mariage de Figaro, una obra de teatro tan atrevida que no se representó hasta seis años después. Compuso también allí Tarare, presentada en la Ópera en 1787. Se mudó el mismo año.
En 1924, fue comprado a los herederos de Lecoq por el pionero inalámbrico Paul Brenot y su esposa, de soltera Bredin. Paul Brenot emprendió la restauración y la continuó después de la muerte de su esposa, cuando el hotel pasó a manos de los herederos de esta última, el Sr. y M Lemaire.
En 1951, Paul-Louis Weiller (industrial y antiguo "as del aire" de la Primera Guerra Mundial) se convirtió en propietario y comenzó las obras, que su hijo Paul-Annick continuó hasta 1998, fecha de su muerte. Durante este período, se sucedieron invitados de prestigio, desde el presidente Nixon hasta el príncipe Carlos, pasando por Sophia Loren y Charlie Chaplin . Paul-Louis Weiller fue conocido por su prodigalidad, tanto que Greta Garbo lo bautizó como “Paul-Louis XIV”. Allí creó la Fundación Paul-Louis-Weiller, cuyo objetivo era ayudar a los artistas necesitados; allí se encuentra un restaurante popular: se sirven más de 500 000 repas.
En 2003 se rodaron allí varias escenas de la serie de televisión Las amistades peligrosas de Josée Dayan.

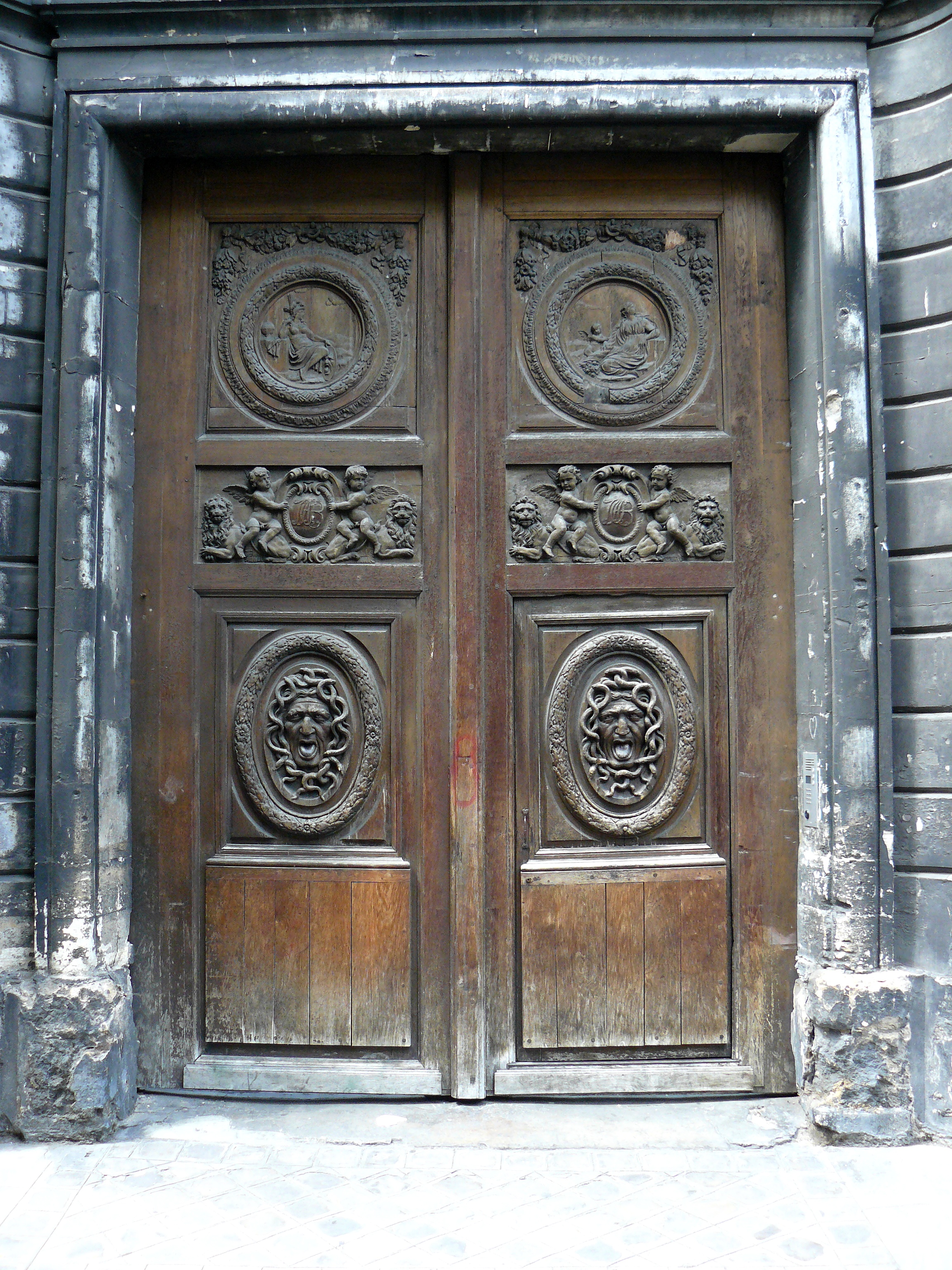
Puerta de entrada principal (47, rue Vieille-du-Temple).
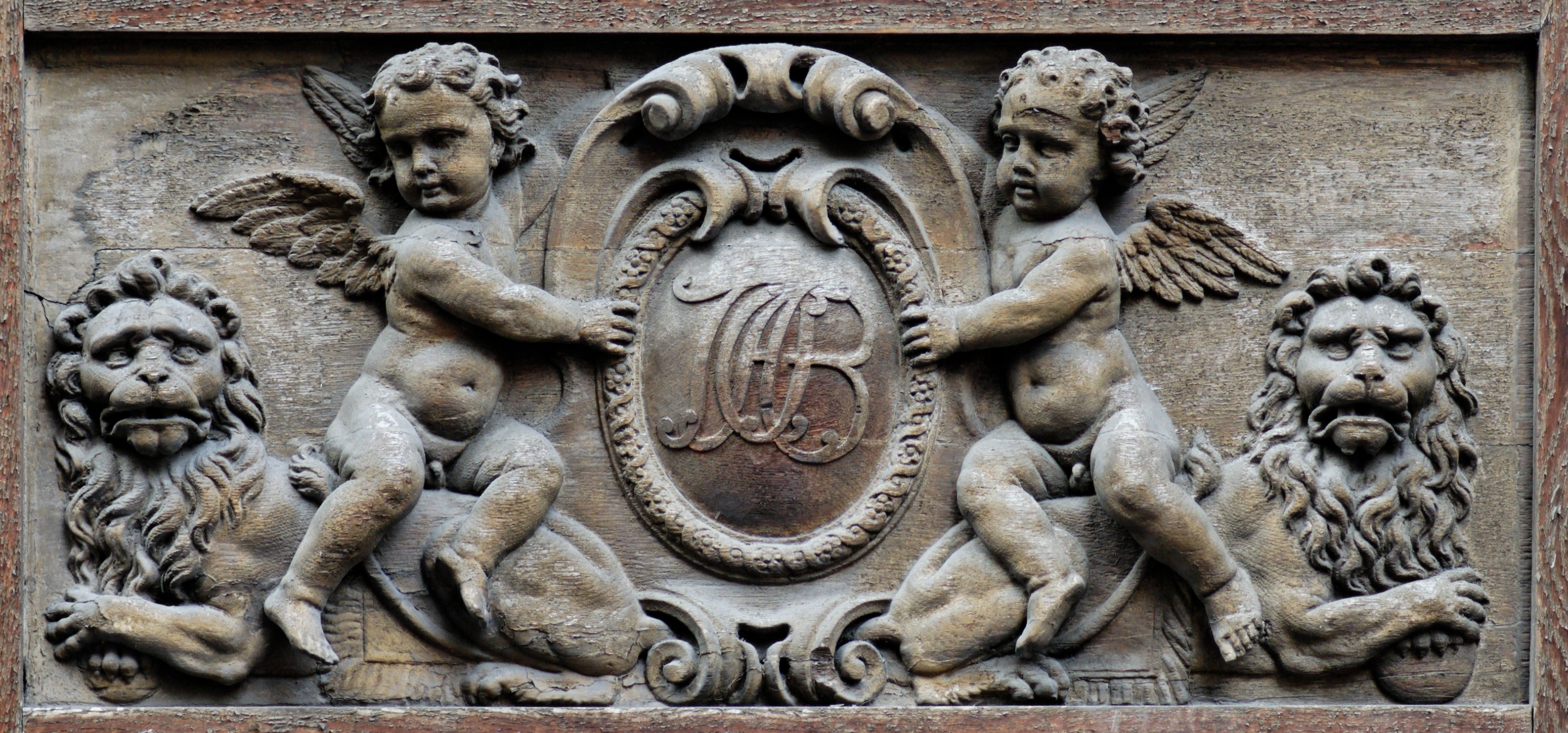
Dos querubines en una de las cartelas de la puerta principal.
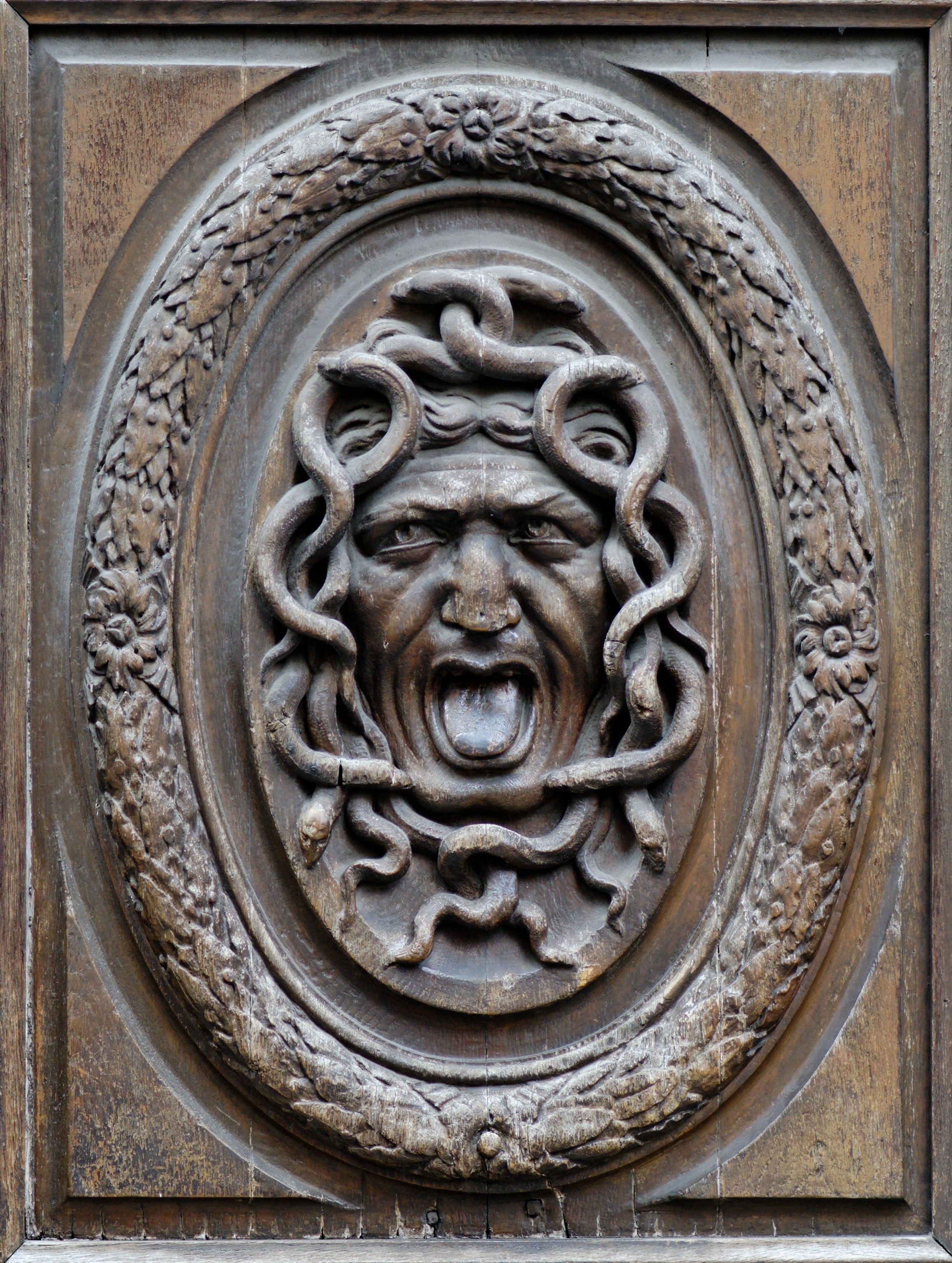
Gorgona o Medusa desde la puerta principal.
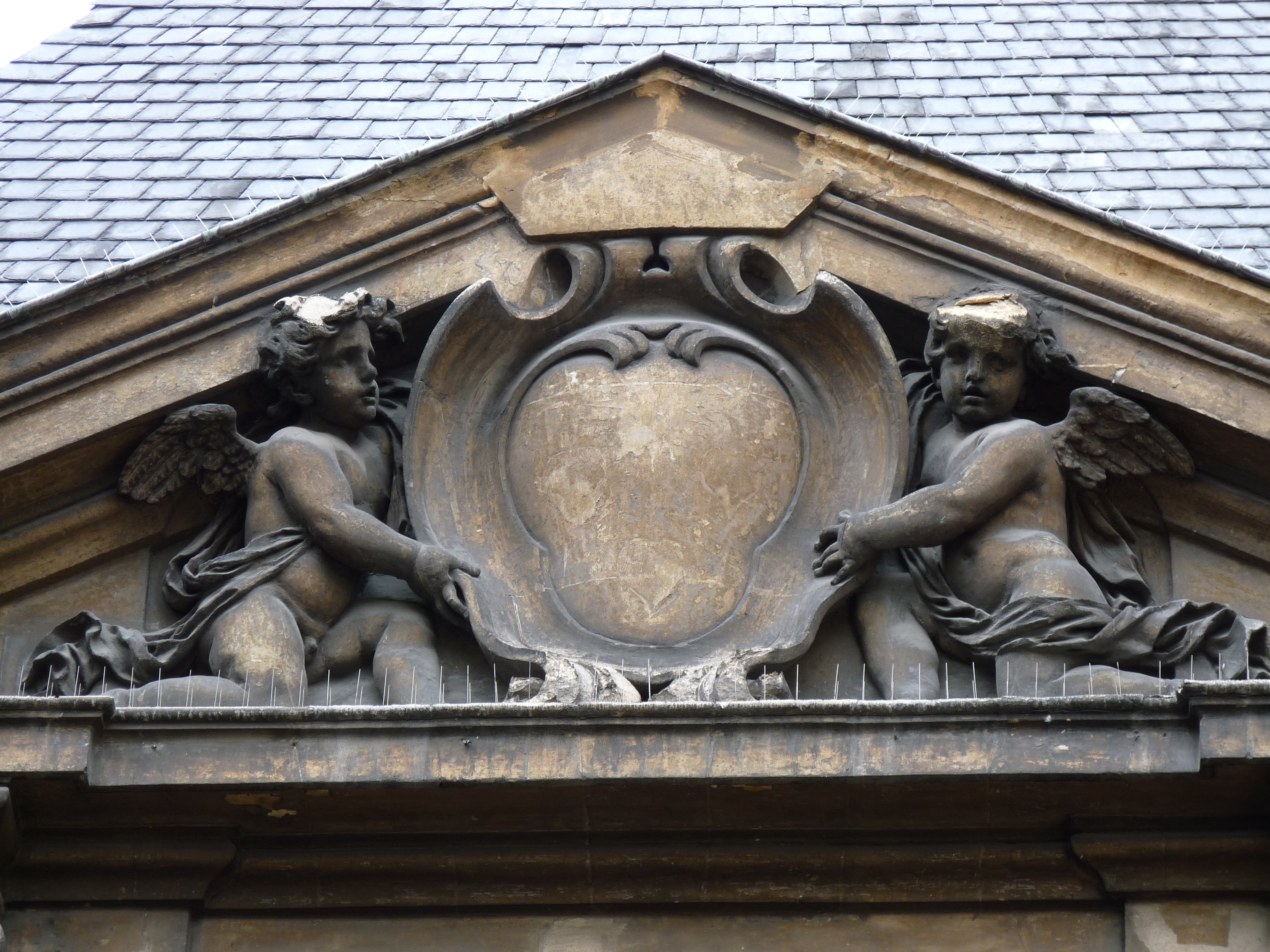
Primera corte, detalle.
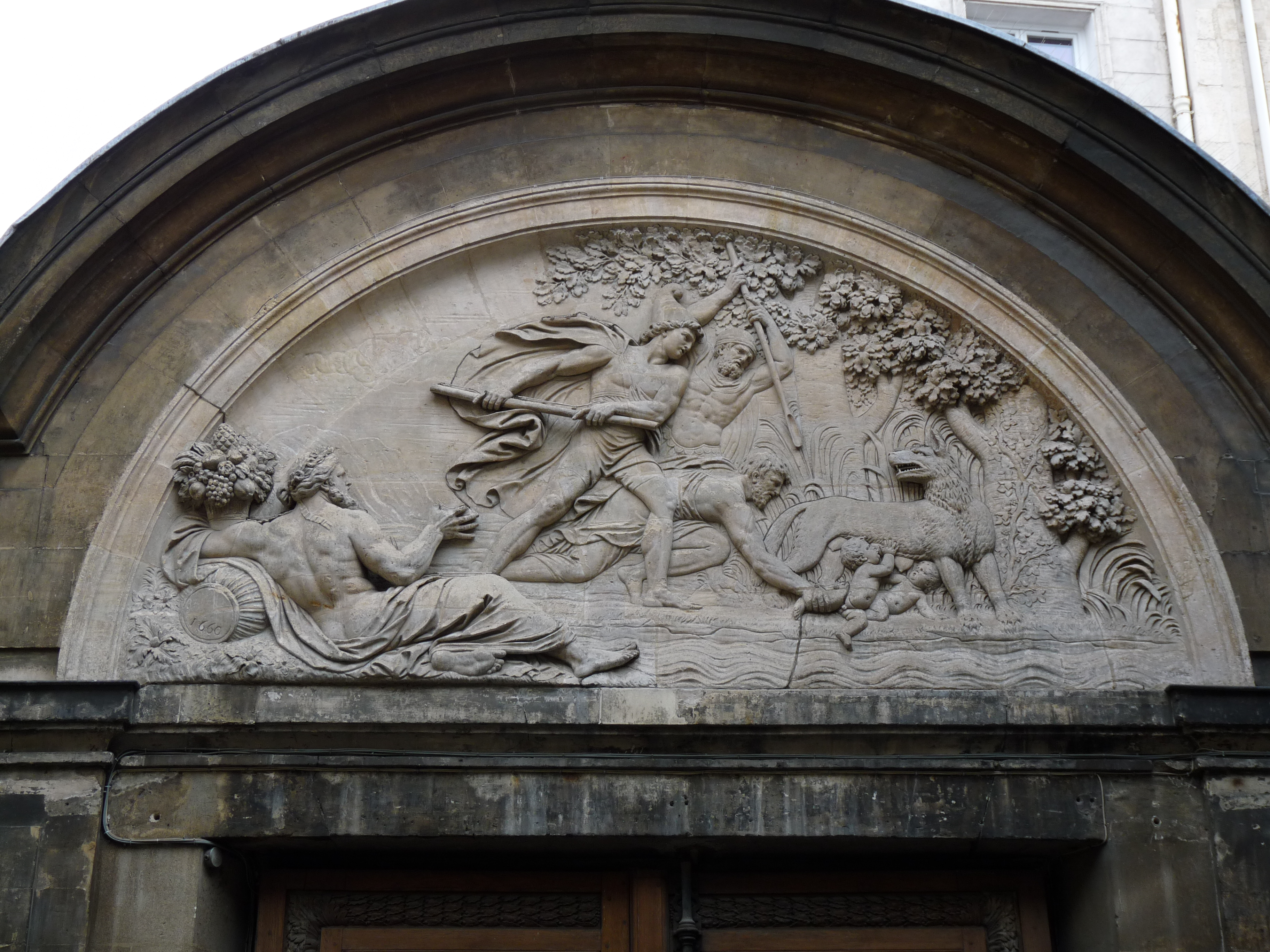
Primer patio, frontón en la parte posterior de la entrada principal que representa a Rómulo y Remo de Thomas Regnaudin.
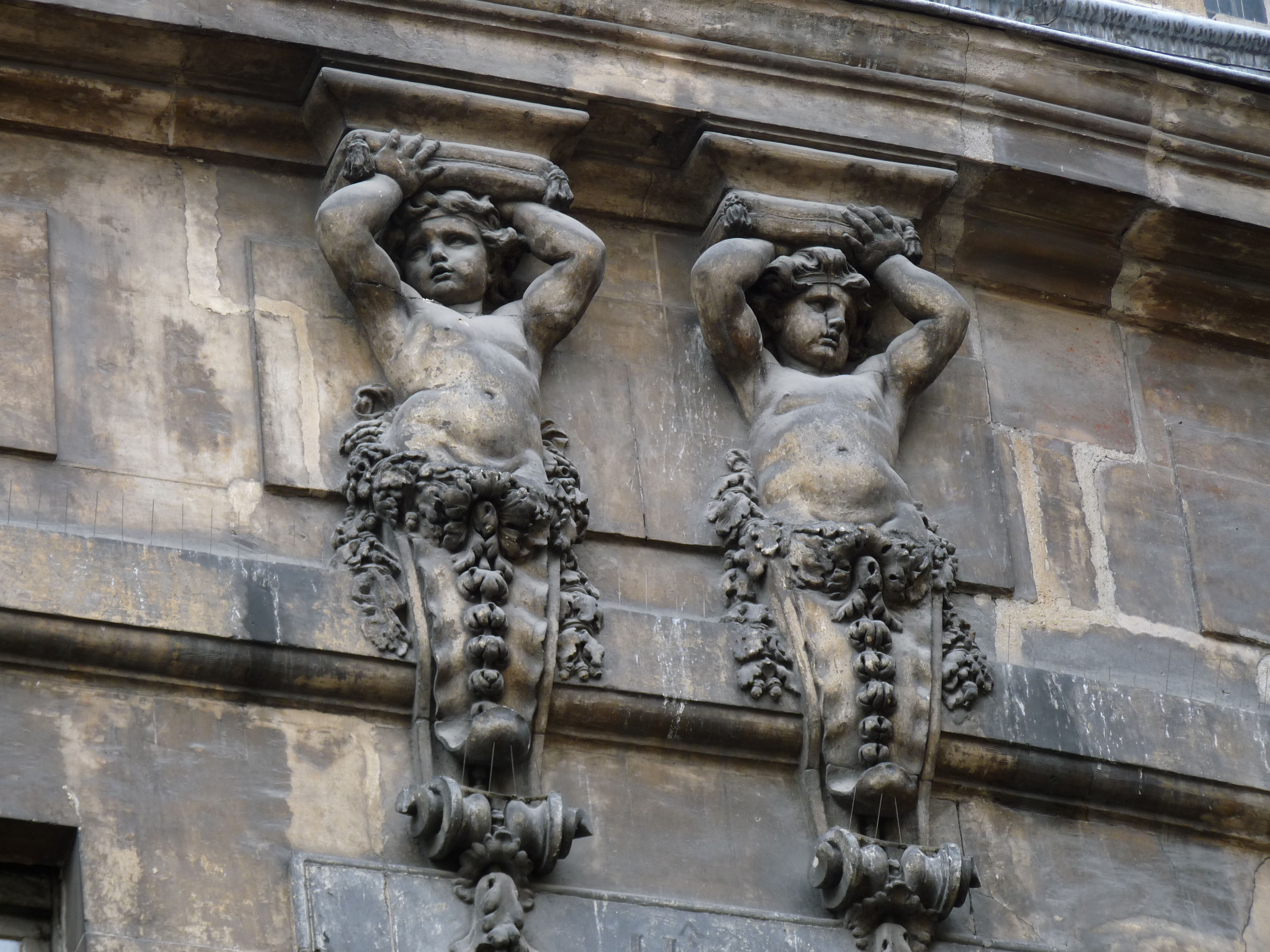
Primer corte, detalle.
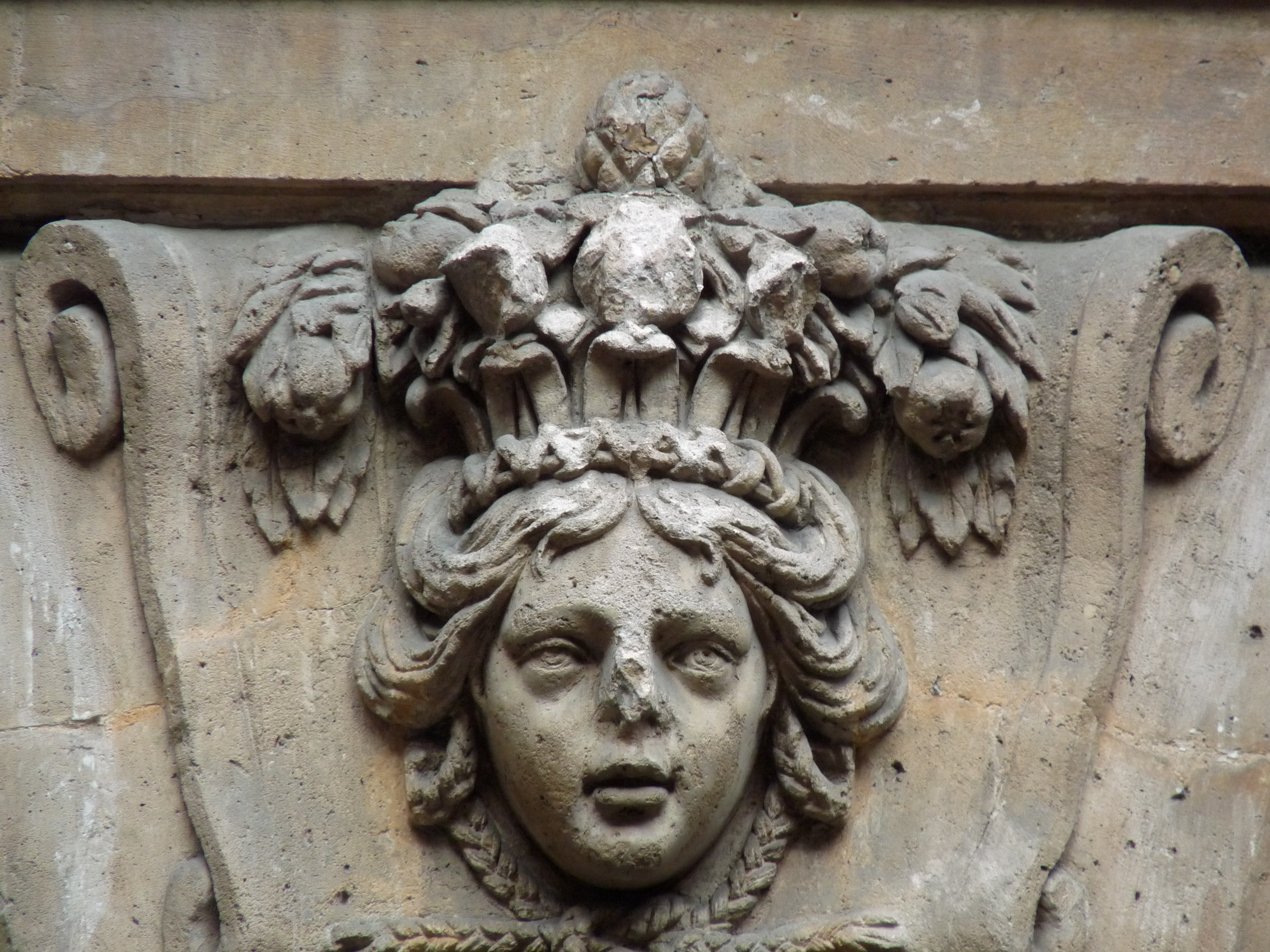
Primer patio, detalle.
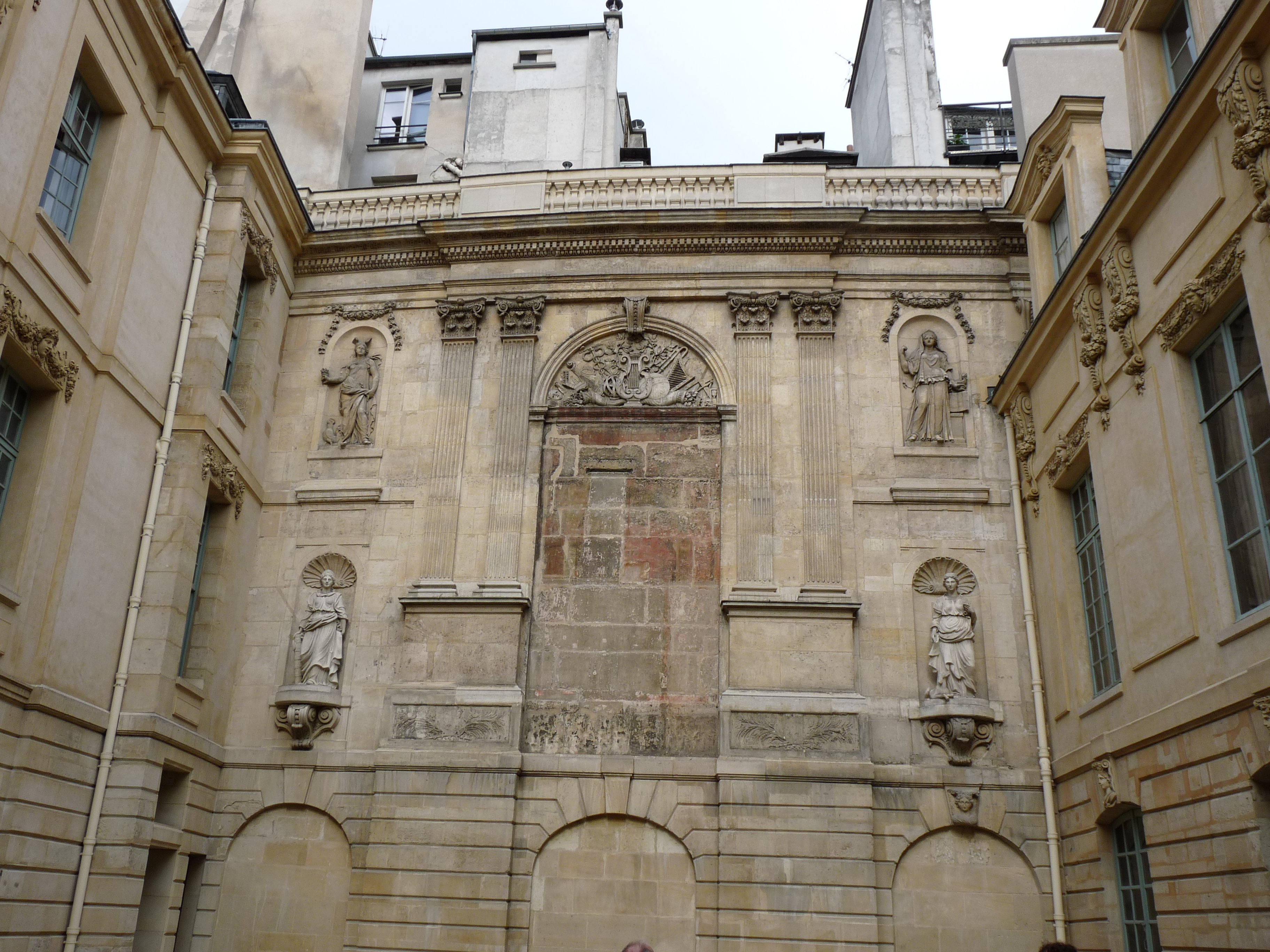
Segundo patio, muro norte.
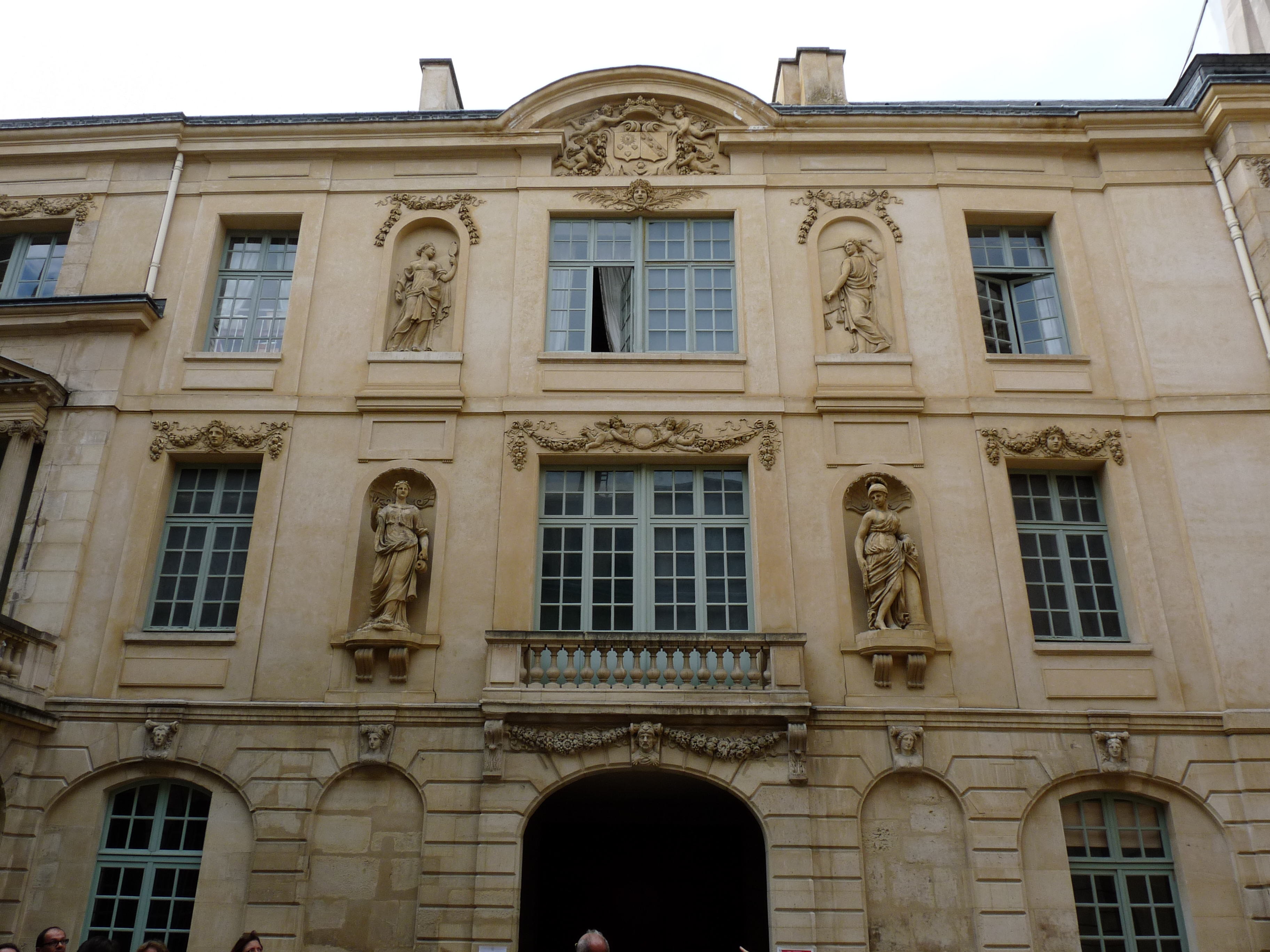
Segundo patio, edificio hacia la rue des Guillemites.